# Oleksandr Klymenko (homme politique)
Pour les articles homonymes, voir Oleksandr Klymenko.
Oleksandr Viktorovytch Klymenko, né le 16 novembre 1980 à Makiïvka, est une personnalité politique ukrainienne. Il est actuellement sous sanction de la part de l'Union européenne de la Norvège, du Royaume-Uni et de la Suisse.

## Biographie
Il fait des études à l'université d'État d'économie de Donetsk puis à l'université d'État de management public. En 2013, il occupe la 12e place du classement des Ukrainiens les plus influents selon le magazine Focus et la 8e place selon le magazine Correspondent.

### Homme politique
Il est ministre des taxes du gouvernement Azarov II. Il est poursuivi par le Procureur général d'Ukraine.